# World Liberty Concert
Het World Liberty Concert was een groots opgezet concert op 8 mei 1995 in Arnhem ter ere van de vijftigste viering van de bevrijding van Europa. Het concert werd gehouden bij de John Frostbrug met onder meer optredens van Alan Parsons, Cyndi Lauper en Joe Cocker. Het was tot dan toe grootste herdenkingsconcert ooit gehouden in Nederland.

## Voorgeschiedenis
Het idee voor het World Liberty Concert werd bedacht door de toen 25-jarige Arno Geul. Hij vond dat Alan Parsons ideaal was om de muzikale leiding op zich te nemen. Als locatie diende de Stadsblokken te Arnhem, een natuurgebied aan de voet van de John Frostbrug, dat centraal stond in Operatie Market Garden en de daaruit volgende Slag om Arnhem. De show werd gepresenteerd door oorlogsverslaggever Walter Cronkite en omlijst met veel licht- en lasershows, vuurwerk en medewerking en shows van de marine, land- en luchtmacht.

## Optredens
Optredens werden verzorgd door Alan Parsons (met Chris Thompson en Mick Mullins), Art Garfunkel, Joe Cocker, Cyndi Lauper, Wet Wet Wet (dat op het laatste moment Simple Minds verving), Candy Dulfer, UB40 en René Froger. Ook aanwezig was het Metropole Orkest bestaande uit tachtig mensen en een koor (Gelders Opera en Operette Gezelschap).
Het concert duurde circa twee uur, werd door 85.000 mensen bezocht en werd in 45 landen uitgezonden, waarvan in 31 live. Naderhand is er een DVD verschenen en tevens heeft Alan Parsons opnames van dit concert gebruikt voor zijn live-cd (o.a. 'Old and Wise' - rechten bij The Alan Parsons Project - welke hij samengespeeld heeft met saxofonist Candy Dulfer)